# Dejan Stevanovič
Dejan Stevanovič, slovenski kanuist na divjih vodah, * 30. november 1976.
Stevanovič je začel svojo športno kariero leta 1991, danes pa vesla za KK Soške elektrarne.

## Uspehi
Njegovi največji uspehi so:
- 1. mesto na mladinskem svetovnem prvenstvu (1994)
- 3. mesto na mladinskem SP (1992)
- 3. mesto EP (2004)
- 3. mesto SP (2002)
- 2. mesto svetovni pokal (2004)
- 3-kratni državni prvak  (2001, 2002, 2003)